# 馬赫尼夫卡 (赫米利尼克區)
49°43′19″N 28°40′37″E / 49.72194°N 28.67694°E

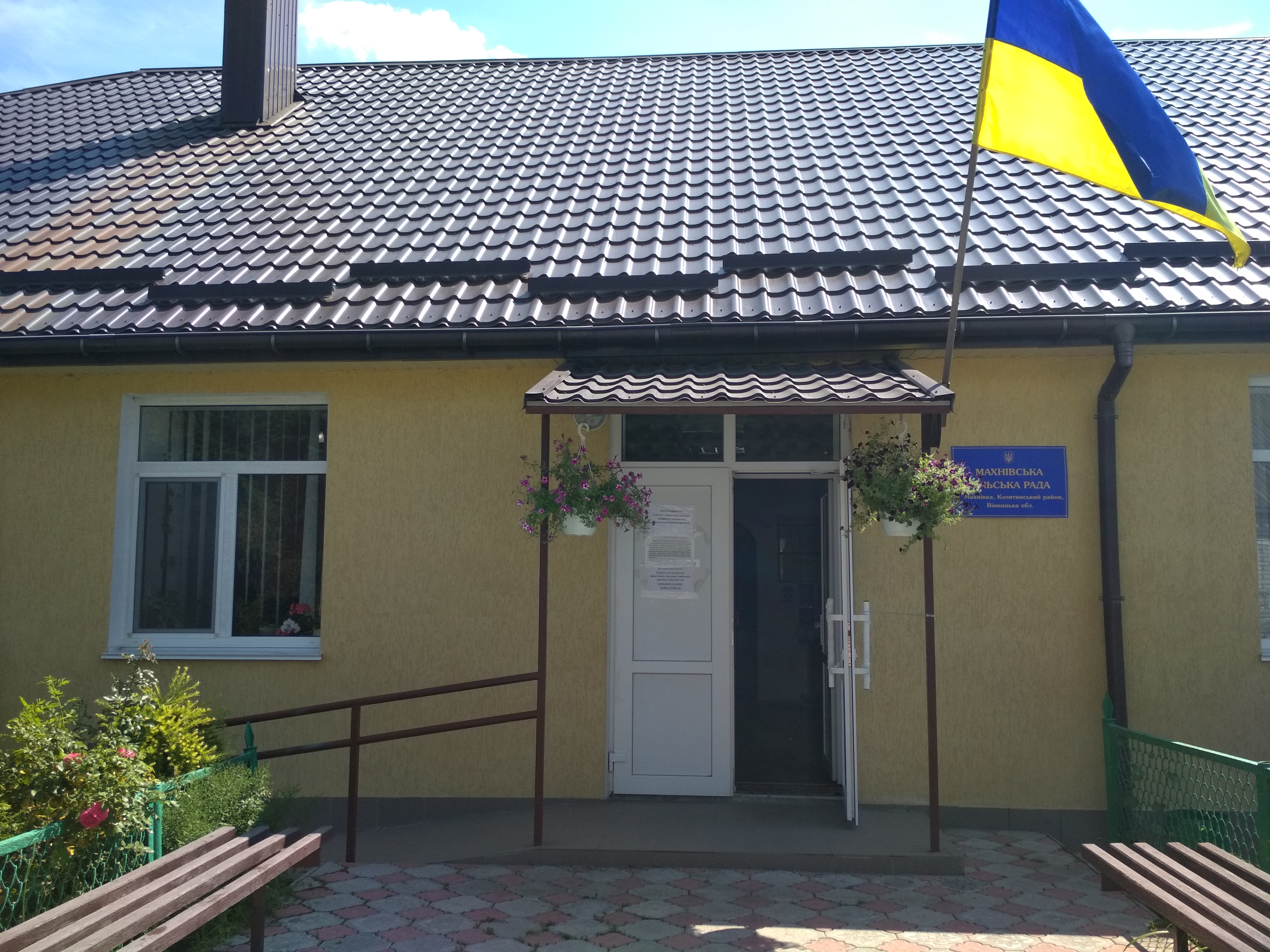
村议会

馬赫尼夫卡（烏克蘭語：Махнівка），是位於烏克蘭西南部的村莊，由文尼察州赫米利尼克區的馬赫尼夫卡市鎮負責管轄，始建於1410年，面積5.15平方公里，海拔高度225米，2001年人口3,467。